# Clear Creek Township (Missouri)
Pour les articles homonymes, voir Clear Creek Township.
Clear Creek Township est un township  du comté de Cooper dans le Missouri, aux États-Unis,. 
Il est baptisé en référence à la rivière du même nom qui passe dans le township.